# Velone-Orneto
Velone-Orneto är en kommun i departementet Haute-Corse på ön Korsika i Frankrike. Kommunen ligger i kantonen Fiumalto-d'Ampugnani som tillhör arrondissementet Corte. År 2022 hade Velone-Orneto 105 invånare.

## Befolkningsutveckling
Antalet invånare i kommunen Velone-Orneto
Referens:INSEE